# Razvrščanje meteoritov
Razvrščanje meteoritov je združevanje (klasifikacija) meteoritov v skupine, ki bi naj imele skupen izvor v enem starševskem nebesnem telesu. To telo je lahko planet, asteroid, naravni satelit ali drugo nebesno telo iz Osončja. Običajno je zelo težko najti pravo starševsko telo, ker obstaja zelo malo podatkov o večini nebesnih teles v Osončju.
Meteorite se razvršča v skupine tako, da imajo člani iste skupine podobne fizikalne, kemične, izotopne in mineraloške značilnosti, kar dopušča (a ne potrjuje) skupni izvor. Tak način razvrščanja meteorite iz skupnega izvora uvrsti v isto skupino. Lahko pa se tudi zgodi, da ena skupina vsebuje meteorite, ki izvirajo iz različnih, vendar podobnih teles.

## Imenovanje skupin meteoritov
Med poznavalci meteoritov ni enotnega mnenja o tem, kako bi se razvrščalo meteorite. Skupino hondritov običajno delijo na podskupine, ki se med seboj razlikujejo po nekaterih značilnostih, vendar verjetno vsi pripadajo enemu starševskemu telesu. Zelo primerno je tudi, da se skupine, ki so si podobne, združi v rodove. Skupine in rodove, ki so rahlo povezani, združujejo v hondritne razrede. Meteorite, ki se jih ne da uvrstiti v nobeno skupino, se da v posebno skupino neuvrščenih meteoritov.

## Pregled strukture razvrščanja meteoritov
Najbolj groba razvrstitev meteoritov ima osnovo v sestavi. Tako jih delimo na kamnite, kovinske in kamnito-kovinske. Takšen način razvrščanja je bil v uporabi v začetku 19. stoletja. Ni popolnoma točen, ker imajo tudi kovinski meteoriti silikatne vključke, pa jih vseeno temu uvrščamo med kovinske. Kljub temu je takšna delitev meteoritov najbolj razširjen načina razvrščanja. 
Kamnite meteorite delimo na hondrite in ahondrite. Hondriti so meteoriti, ki so preživeli manjšo spremembo, odkar je nastalo njihovo starševsko telo. Ahondriti pa predstavljajo skupino meteoritov, ki so imeli bolj zapleten nastanek, v katerega je bilo vključeno tudi asteroidno ali planetarno razslojevanje (postopek, pri katerem se posamezni deli ločujejo na podlagi fizikalnih ali kemijskih lastnosti).

Kovinske meteorite delimo na osnovi notranje strukture na oktaedrite, heksaedrite in ataksite. Kamnito-kovinske meteorite delimo na palazite in mezosiderite.
- I) Kamniti meteoriti
  - Hondriti
    - Razred Ogljikovi hondriti
      - Skupina CI hondritov (kot meteorit Ivuna)
      - Rod CM-CO hondritov (vključujejo mini hondrule) 
        - Skupina CM hondritov (kot meteorit Mighei)
        - Skupina CO hondritov (kot meteorit Ornans)

      - Rod CV-CK hondritov
        - Skupina CV hondritov (kot meteorit Vigarano) 
          - Podskupina CV-oxA hondritov (oksidirani, kot meteorit Allende)
          - Podskupina CV-oxB hondritov (oksidirani, kot meteorit Bali)
          - Podskupina CV-red hondritov (reducirani)

        - Skupina CK hondritov (kot meteorit Karoonda)

      - Rod CR hondritov
        - Skupina CR hondritov (kot meteorit Renazzo)
        - Skupina CH hondritov (kot meteorit Allan Hills 85085)
        - Skupina CB hondritov (kot meteorit Bencubbin) 
          - Podskupina CBa hondritov
          - Podskupina CBb hondritov

    - Razred navadnih hondritov
      - Skupina H hondritov
      - Skupina L hondritov
      - Skupina LL hondritov (amfoteriti)

    - Razred enstatitnih hondritov
      - Skupina EH hondritov
      - Skupina EL hondritov

    - Druge hondritne skupine, ki niso v enem izmed glavnih razredov
      - skupina R hondritov (kot meteorit Rumuruti)
      - skupina K hondritov (kot meteorit Kakangari) (manjša začasna skupina, ki ima manj kot 5 članov)

  - Ahondriti
    - Preprosti ahondriti (skupina PAC)
      - Rod Akapulko-lodranitov 
        - Skupina akapulkoitov
        - Skupina lodranitov

      - Skupina brachinitov
      - Skupina winonaitov
      - Skupina ureilitov

    - Rod HED (verjetno iz asteroida 4 Vesta) 
      - Skupina howarditov
      - Skupina evkritov
      - Skupina diogenitov

    - Skupina luneitov (meteoriti z Lune)
    - Skupina Marsovih meteoritov (včasih jih imenujejo »SNC meteoriti«)
      - šergotiti
      - nakliti
      - časigniti
      - Ostali Marsovi meteoriti, kot npr. ALH84001

    - Skupina angritov
    - Skupina aubritov (enstatitni ahondriti)
- II) Kamnito-železovi meteoriti
  - palaziti
    - Glavna skupina palazitov
    - Manjša skupina Eagle station palazita
    - Skupina piroksenovega palazita

  - Skupina mezosideritov
- III) Kovinski meteoriti
  - Skupina magmatskih železovih meteoritov
    - Skupina IC železovih meteoritov
    - Skupina IIAB železovih meteoritov
    - Skupina IIC železovih meteoritov
    - Skupina IID železovih meteoritov
    - Skupina IIF železovih meteoritov
    - Skupina IIG železovih meteoritov
    - Skupina IIIAB železovih meteoritov
    - Skupina IIIE železovih meteoritov
    - Skupina IIIF železovih meteoritov
    - Skupina IVA železovih meteoritov
    - Skupina IVB železovih meteoritov

  - Skupina nemagmatskih ali navadnih železovih meteoritov
    - Skupina IAB železovih meteoritov (prvotno skupini IAB in IIICD)
      - Glavna skupina IAB
      - Manjša skupina Udei Station
      - Manjša skupina Pitts
      - Podskupina sLL (nizko Au, nizek Ni)
      - Podskupina sLM (nizko Au, srednji Ni)
      - Poskupina sLH (nizko Au, visok Ni)
      - Podskupina sHL (visoko Au, nizek Ni)
      - Podskupina sHH (visoko Au, visok Ni)

    - Skupina IIE železovih meteoritov

## Drugi načini razvrščanja
Leta 2003 je Krol s sodelavci objavil svoj način razvrščanja meteoritov, ki vsebuje samo naslednje skupine:
- Hondriti
- Nehondriti
  - Enostavni
  - Razslojeni
    - Ahondriti
    - Kamnito-železovi
    - Železni

Leta 2006 pa je Weisberg predlagal naslednjo enostavno strukturo razvrščanja meteoritov:
- Hondriti
- Enostavni ahondriti
- Ahondriti

kjer se železovi in kamnito-železovi prištevajo med ahondrite ali enostavne ahondrite, kar je odvisno od skupine.